# Jordi El Niño Polla
Jordi "El Niño Polla" (Cidade Real, 11 de setembro de 1994), muitas vezes abreviado para Jordi ou Jordi ENP, é um ator pornográfico espanhol, produtor e influenciador digital.

## Carreira
Jordi começou a se interessar por atuar em filmes adultos aos 18 anos, depois de ver um anúncio de modelos na internet. Depois de enviar fotos de si mesmo, ele recebeu uma resposta imediata e começou a atuar e produzir para a empresa FaKings. Enquanto trabalhava para a empresa, Jordi recebeu o apelido de "El Niño Polla" (espanhol para "O Menino Piroca") de um dos produtores devido a sua pequena estrutura e aparência jovem.
Em março de 2016, Jordi foi contatado via Twitter para fazer conteúdo para a produtora Brazzers. Depois que uma de suas cenas se tornou o vídeo mais assistido da empresa no ano, ele recebeu um contrato exclusivo. Até o momento, ele se apresentou em 103 cenas para a empresa. No início de 2017, o Vice News listou seu sucesso entre vários outros atores pornô jovens que são associados como parte do aumento da pornografia MILF. Ele recebeu uma indicação ao Prêmio AVN de Melhor Iniciante Masculino.

### Canal do Youtube
Em 27 de outubro de 2017, Jordi lançou um canal oficial no YouTube. Seu primeiro vídeo recebeu quase 10 milhões de visualizações. Em menos de dois meses, o canal recebeu a Botão de Ouro do Youtube, uma conquista do YouTube por superar 1.000.000 de inscritos. Atualmente, ele tem mais de 3 milhões de inscritos no YouTube e 227 milhões de visualizações.

## Vida pessoal
Jordi nasceu e cresceu em Cidade Real, Espanha. Ele não fuma e raramente bebe. Em 2018, Jordi revelou que ele está namorando uma mulher fora da indústria adulta desde junho de 2016.